# Agna
Agna es un municipio situado en la provincia de Padua, en Véneto. Tiene una población estimada, a fines de octubre de 2022, de 3158 habitantes.

## Evolución demográfica
| Gráfica de evolución demográfica de Agna entre 1861 y 2022 |
|                                                            |
| Fuente: ISTAT - Elaboración gráfica de Wikipedia           |